# غيرهارد مينين ويليامز
غيرهارد مينين ويليامز (ب الأنجليزية جيرهارد Mennen وليامز)  وهو سياسي ودبلوماسي أمريكي ينتمي إلى الحزب الديمقراطي ولدغيرهارد مينين ويليامز في 23 شباط -فبراير من سنة 1911 مدينة ديترويت بولاية ميتشيغان. تخرج غيرهارد مينين ويليامز من جامعة برنستون عام 1933 وحصل على شهادة في القانون من جامعة ميشيغان في مدرسة القانون. شغل ويليامز منصب حاكم على ميتشيغان ما بين يناير من عام 1949 إلى يناير من عام 1961. بعد تركه منصبه في عام 1961 ويليامز تولى منصب مساعد وزيرة الخارجية للشؤون الأفريقية في إدارة الرئيس جون كينيدي ما بين شباط من سنة 1961 إلى أذار من سنة 1966. بعد سنتين أي في سنة 1968 شغل غيرهارد مينين ويليامز منصب سفير الولايات المتحدة لدى الفلبين وقد شغل ويليامز هذا المنصب أقل من عام إلى سنة 1969. توفي غيرهارد مينين ويليامز في 2 شباط -فبراير من سنة 1988 مدينة ديترويت بولاية ميتشيغان.

## روابط خارجية
- غيرهارد مينين ويليامز على موقع مونزينجر (الألمانية)
- غيرهارد مينين ويليامز على موقع إن إن دي بي (الإنجليزية)